# 奥古斯托·费雷尔-达尔毛
奥古斯托·费雷尔-达尔毛·涅托（英語：Augusto Ferrer-Dalmau Nieto，1964年1月20日—）是一位西班牙超级写实主义画家，他喜歡畫西班牙军队，而且他不僅畫當代的西班牙軍隊，還會畫古代和近代的西班牙軍隊。 除了畫西班牙軍人，他本人也經常前往兵營。2012年，他看望國際安全援助部隊中的西班牙軍人並和這些軍人一同體驗軍旅生活，2014年，他又來到赫尔曼德省看望格鲁吉亚武装部队並與他們住在一起。 